# Rorippa bonariensis
Rorippa bonariensis är en korsblommig växtart som först beskrevs av Jean Louis Marie Poiret, och fick sitt nu gällande namn av George Macloskie. Rorippa bonariensis ingår i släktet fränen, och familjen korsblommiga växter.

## Underarter
Arten delas in i följande underarter:
- R. b. bonariensis
- R. b. burkartii
- R. b. chacoensis